# I Want More (Getter)
I Want More è il primo album in studio realizzato dal disc jockey e produttore discografico statunitense Getter.

## Tracce
1. Papercuts
2. Clutch (Getter Remix) (di 12 Gauge)
3. Gunshots
4. Crack That (con Slosh)
5. Aggravate
6. Fallout
7. I Want More
8. Lose Focus (con Datsik, The Frim, Snak the Ripper)